# Woburn (Massachusetts)
Woburn ist ein Ort im Middlesex County, Massachusetts, USA. Der Ort, der nur wenige Kilometer nördlich von Boston liegt, wurde bereits 1642 gegründet. Das U.S. Census Bureau hat bei der Volkszählung 2020 eine Einwohnerzahl von 40.876 ermittelt. Woburn liegt in der Metropolregion Greater Boston und ist ein Vorort von Boston.

## Geschichte

### Gründungsjahre
Nahe dem Horn Pond (Hornteich), der einen wichtigen Quellfluss des Mystic River entlässt, ließen sich 1640 die ersten Siedler nieder. Eine offizielle Gemeinde wurde der Ort 1642; zu dieser Zeit umschloss das Gemeindegebiet noch die heutigen Gemeinden von Winchester, Burlington und Teile von Stoneham und Wilmington. 1730 trennte sich Wilmingten von Woburn, 1799 auch Burlington. Winchester machte es 1850 ebenso.
Woburns Name stammt von dem kleinen Ort in England – Woburn (Bedfordshire) – der auch ein bekanntes Schloss besitzt. In Woburn fand am 22. November 1642 die erste bekannte Ordination in Massachusetts statt. Reverend Thomas Carter wurde im Beisein vieler sehr bekannter Personen Neu-Englands – einschließlich John Cottons – in sein kirchlich-puritanisches Amt eingeführt. Auch Captain Edward Johnson, der Mitbegründer der Kirche und der Siedlung von Woburn war mit dabei; er wird als „Vater von Woburn“ betrachtet, Er leistete Dienst als Gemeindeschreiber, vertrat die Gemeinde im General Court der Kolonie Massachusetts, erstellte die erste Landkarte der Kolonie und schrieb deren erste historische Darstellung.
Die erste amtliche Gemeindeversammlung wurde 1644 abgehalten, in der die ersten Stadtverordneten oder Bürgervorsteher (town selectmen) gewählt wurden. Diakon Edward Covers gehörte auch zu den Mitbegründern von Woburn. Er war einer der ersten Bürgervorsteher und erbaute das erste Haus und die erste Mühle in Woburn. Er war in der Kommunalpolitik sehr aktiv, denn er war ein Großgrundbesitzer, Müller und Gemeindeaufseher.

### Wichtige Ereignisse in Woburns Geschichte
- Die Gerberei von Gershon Flagg wurde 1668 erbaut (dies wurde ein wichtiges Gewerbe für Woburn)
- 1803 wurde der Middlesex Canal eröffnet, eine wichtige Verbindung für Treidelschiffe nach Boston.
- Thompson begründete 1823 eine Gerberei in Cummingsville.
- Die Lokalzeitung Woburn Sentinel wurde 1839 begründet.
- 1867 begann der erste Telegraph mit der Arbeit.
- 1879 öffnete die erste Öffentliche Bibliothek (public library).
- Das Telefon wurde 1882, elektrische Beleuchtung 1885 eingeführt
- Die Verleihung des City-Status war am 12. Juni 1888.

### Umweltskandal – Grundwasserkontaminierung
In der jüngeren Vergangenheit machte Woburn vor allem durch einen Umweltskandal von sich reden.
In den 1970ern stieg die Anzahl an Personen, vor allem Kindern, die an Leukämie erkrankten, sprunghaft an. Auf Basis der Bevölkerungszahl war mit fünf an Leukämie erkrankten Kindern zu rechnen; die Zahl der daran erkrankten Kinder betrug jedoch zwölf. In den 1990er Jahren war die Zahl der betroffenen Kinder auf 21 gestiegen, dies war viermal so hoch wie die Anzahl an Krankheitsfällen, die für einen Ort der Größe Woburns zu erwarten war. Betroffen war vor allem eine Region rund um die Pine Street im Osten Woburns. Bereits in den 1980er Jahren gab es zwei Untersuchungen zu möglichen Ursachen dieser Häufung an Erkrankungen. Die beiden Studien waren jedoch zu unterschiedlichen Ergebnissen gekommen. Sicher war, dass zwei von acht zur Gewinnung von Trinkwasser verwendete Brunnen mit diversen karzinogenen Chemikalien verseucht waren. Die Schwierigkeit lag jedoch darin herauszufinden, welcher Belastung die Einwohner von Woburn in der Vergangenheit ausgesetzt waren. Die Stadt verfügte über insgesamt acht Trinkwasserbrunnen und es schien in den 1980er Jahren keine Möglichkeit zu geben, zu bestimmen, welche Region der Stadt in den 1960er und 1970er wie viel Trinkwasser aus welchem Brunnen erhalten hatte.
Zu Beginn der 1980er Jahre klagten betroffene Familien gegen die Unternehmen Beatrice Foods und W. R. Grace and Company als vermeintliche Verursacher der Trinkwasserverseuchung. Der Versuch einer gerichtlichen Klärung zog sich bis 1990 hin. Nach einer Serie von für die Kläger ungünstigen Entscheidungen, mussten sie einen Schadensersatz von 8 Millionen USD akzeptieren.
Einen wesentlichen Durchbruch in der epidemiologischen Klärung des Falles gab es erst 1991, als Peter J. Murphy, ein Professor für Ingenieurwesen an der University of Massachusetts, ein Computermodell entwickelte, das auf Basis von belegten Fakten die Wasserversorgung aus den acht Brunnen für die einzelnen Stadtteile simulierte. Mit Hilfe des Modells ließ sich bestimmen, wann und zu welchem Anteil 54 verschiedene Stadtteile in den 110 Monaten, in denen die beiden kontaminierten Brunnen genutzt wurden, Trinkwasser aus ihnen erhalten hatte. Mit Hilfe des Modells ließ sich nachweisen, dass es keinen statistisch signifikanten Unterschied zwischen den Kindern gab, die von diesem Wasser getrunken hatten und solchen, die in Stadtteilen aufgewachsen waren, die nicht mit diesem Wasser versorgt wurden. Dagegen ließ sich nachweisen, dass Kinder, deren Mütter während ihrer Schwangerschaft Trinkwasser aus diesen zwei verseuchten Brunnen getrunken hatten, ein achtmal höheres Risiko hatten, später an Leukämie zu erkranken, als Kinder von Müttern, die während ihrer Schwangerschaft in Stadtteilen gelebt hatten, die ihr Wasser aus den anderen Brunnen erhielten. In der Geschichte der Epidemiologie konnte damit erstmals die vermutliche Ursache für eine Wohnsitz-bezogene Häufung von Krebserkrankungen abgeleitet werden.
Der Skandal diente dem Autor Jonathan Harr als Vorlage für seinen Roman Zivilprozess (Originaltitel: A Civil Action). 1998 wurde der Roman mit John Travolta und Robert Duvall in den Hauptrollen verfilmt.

## Bevölkerung
Im Jahr 2000 belief sich die Einwohnerzahl auf 37.258, im Jahr 2010 betrug die Einwohnerzahl 38120. Im Jahr 2000 waren mehr als 90 Prozent der Einwohner weiße Amerikaner, d. h. nach Definition des US Census Personen, deren Herkunft auf eine beliebige ursprüngliche Gruppe in Europa, dem Nahen Osten oder Nordafrika zurückgeht.

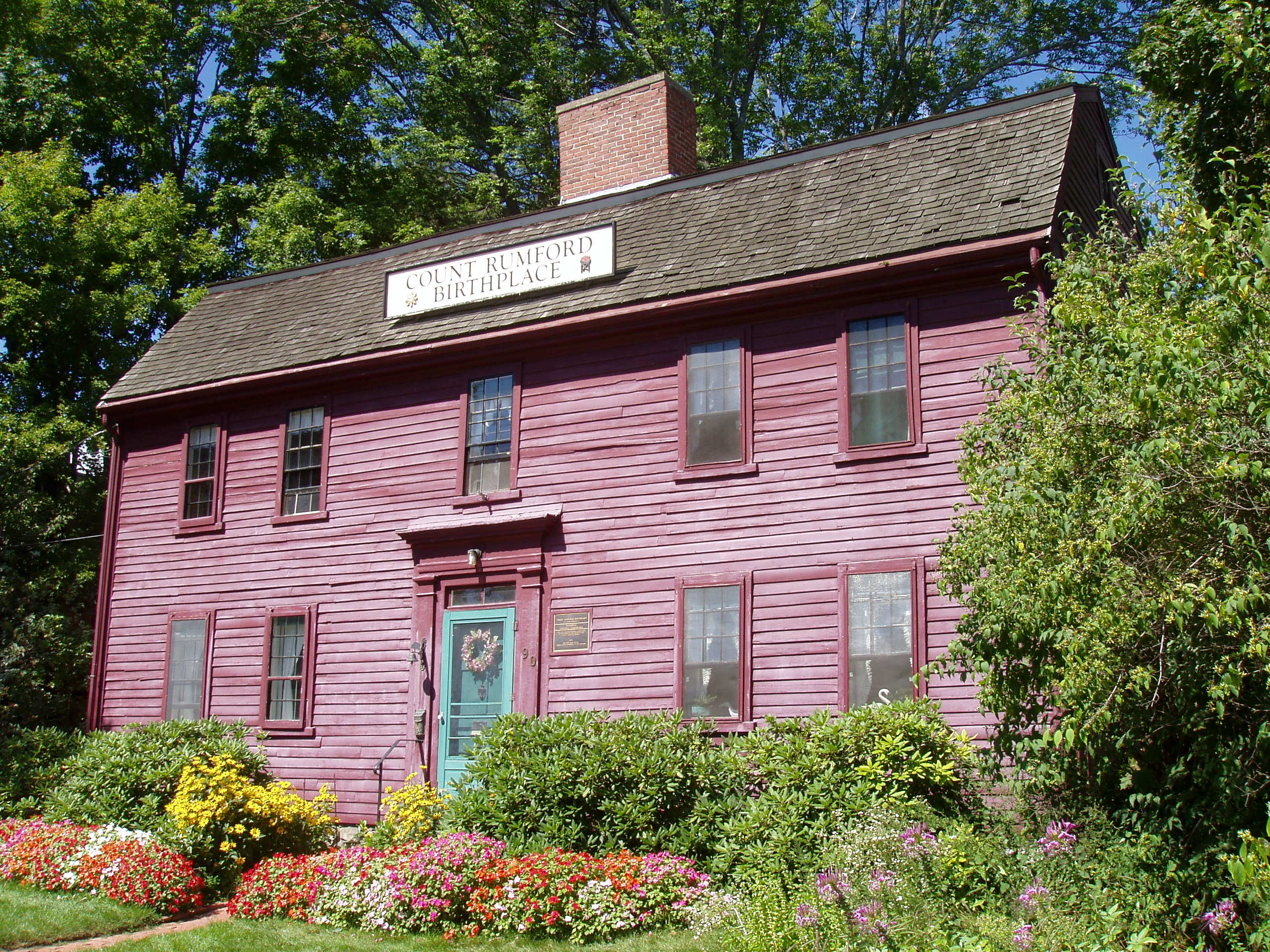
Geburtshaus von Benjamin Thompson in Woburn

## Söhne und Töchter der Stadt
- Loammi Baldwin (1744/1745–1807), Ingenieur, Politiker und Oberst im Amerikanischen Unabhängigkeitskrieg
- Benjamin Thompson, Reichsgraf von Rumford (1753–1814), Offizier, Politiker und Experimentalphysiker
- Herbert L. Clarke (1867–1945), Kornettist und Komponist
- Rachel Blodgett Adams (1894–1982), Mathematikerin und Hochschullehrerin
- George S. Zimbel (1929–2023), US-amerikanisch-kanadischer Dokumentarfotograf
- Eric Bogosian (* 1953), Schauspieler
- Christopher Coyne (* 1958), römisch-katholischer Geistlicher, Erzbischof von Hartford
- Nancy Kerrigan (* 1969), Eiskunstläuferin

## Einzelbelege
1. ↑  Woburn city, Massachusetts. Abgerufen am 16. Oktober 2022.
2. ↑  Dan Fagin: Toms River: A Story of Science and Salvation. Bantam Books, New York 2014, ISBN 978-0-345-53861-1. S. 282.
3. ↑  Dan Fagin: Toms River: A Story of Science and Salvation. Bantam Books, New York 2014, ISBN 978-0-345-53861-1. S. 346.
4. 1 2  Dan Fagin: Toms River: A Story of Science and Salvation. Bantam Books, New York 2014, ISBN 978-0-345-53861-1. S. 345.
5. ↑  Dan Fagin: Toms River: A Story of Science and Salvation. Bantam Books, New York 2014, ISBN 978-0-345-53861-1. S. 349.
6. 1 2  Dan Fagin: Toms River: A Story of Science and Salvation. Bantam Books, New York 2014, ISBN 978-0-345-53861-1. S. 347.